# Zanūsheh
Zanūsheh (persiska: زَرنوشِه, Zarnūsheh, زنوشه) är en ort i Iran.   Den ligger i provinsen Markazi, i den centrala delen av landet, 190 km sydväst om huvudstaden Teheran. Zanūsheh ligger 1 966 meter över havet och antalet invånare är 687.
Terrängen runt Zanūsheh är platt åt sydväst, men åt nordost är den kuperad. Runt Zanūsheh är det ganska glesbefolkat, med 21 invånare per kvadratkilometer. Närmaste större samhälle är Farmahīn, 16,6 km väster om Zanūsheh. Omgivningarna runt Zanūsheh är i huvudsak ett öppet busklandskap.